# Guadaíra
Il Guadaíra è un fiume della Spagna affluente del Guadalquivir.

## Geografia
Ha la sua origine nella provincia di Cadice, nella Sierra de Pozo Amargo, nel comune di Puerto Serrano, ma a pochi chilometri confina con la Sierra de Esparteros (Morón de la Frontera), percorrendo quasi tutto il fiume dal provincia di Siviglia, fino a svuotarsi nel fiume Guadalquivir, a circa venti chilometri a sud della città di Siviglia.
Sulla sua strada attraverso la città di Alcalá de Guadaíra, sulle sue rive, sono stati costruiti una ventina di mulini arabi utilizzati per macinare il grano e questo ha facilitato l'ubicazione di numerose panetterie che producevano un pane di altissima qualità; conoscere il comune come "Alcalá de los bacaderos". C'è anche un ponte in stile romano, rimodellato ai tempi del re Carlo III sul fiume mentre attraversa questa città. Questo spazio è stato dichiarato Monumento Naturale Ribera del Guadaíra e ha un patrimonio culturale e naturale molto importante che può essere conosciuto grazie alla sua rete di sentieri e al Centro per l'Educazione per il Turismo Sostenibile, un museo per conoscere i valori della regione.

## Contaminazione
Dal gennaio 2010 l'inquinamento del fiume Guadaíra ha subito una svolta spettacolare a causa dell'installazione di impianti di trattamento in ciascuno dei comuni che si riversano nel bacino e nella costruzione di grandi bacini di evaporazione da parte degli uomini d'affari del settore. della tavola oliva.
El Guadaíra ha la reputazione di essere uno dei fiumi più inquinati in Spagna. Al momento non lo è più, tenendo conto dei valori registrati dei parametri che misurano l'inquinamento. Dall'ultima stazione di trattamento delle acque reflue in funzione a Morón de la Frontera, i valori registrati di ossigeno disciolto, carico organico e nutrienti sono inferiori ai valori stabiliti dalla direttiva quadro sulle acque.
La singolarità del Guadaíra si manifesta negli alti livelli di conduttività naturale che il fiume incorpora a causa della composizione dei letti alla testa del bacino.